# ジェットパック

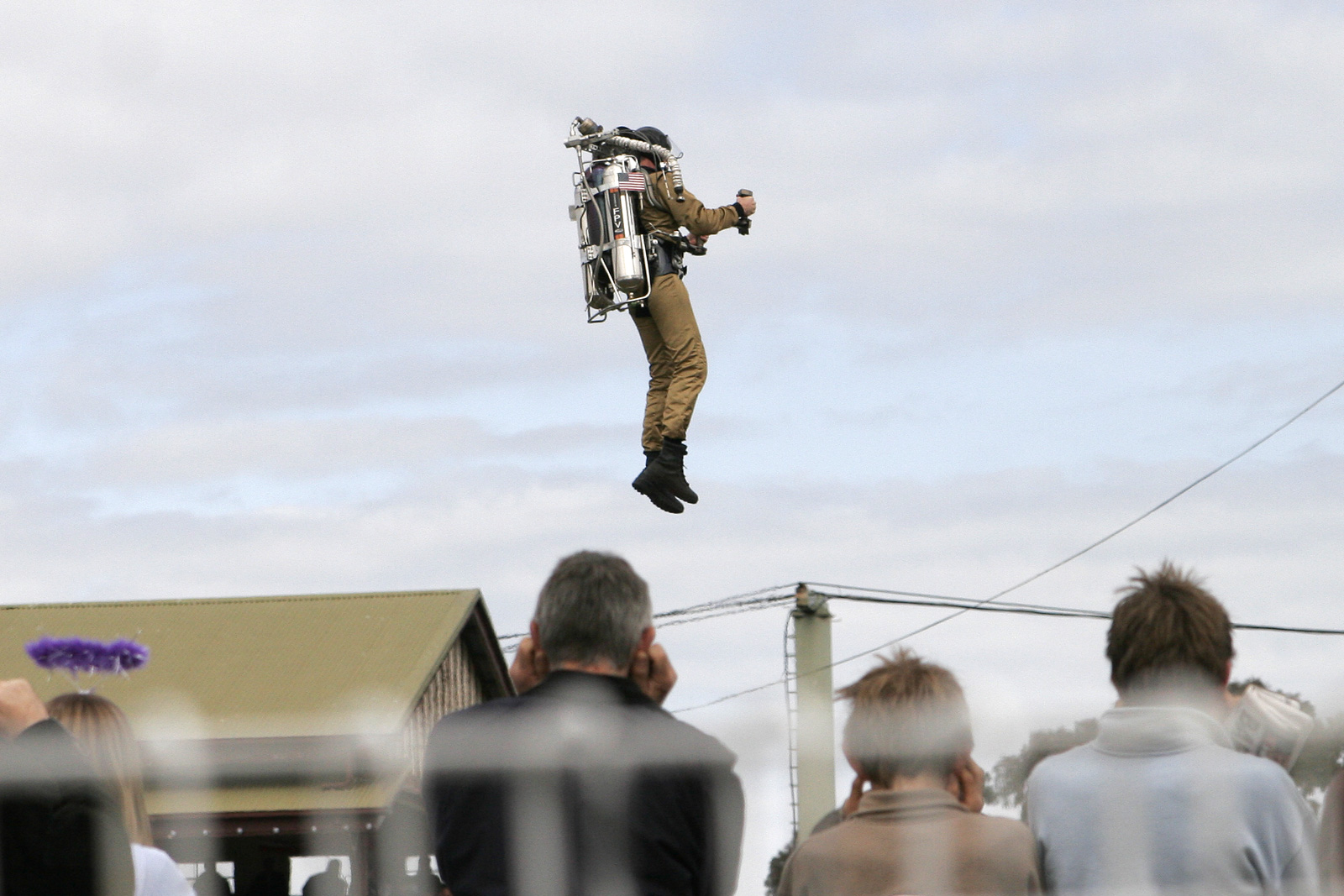
ジェットパックを使用した飛行

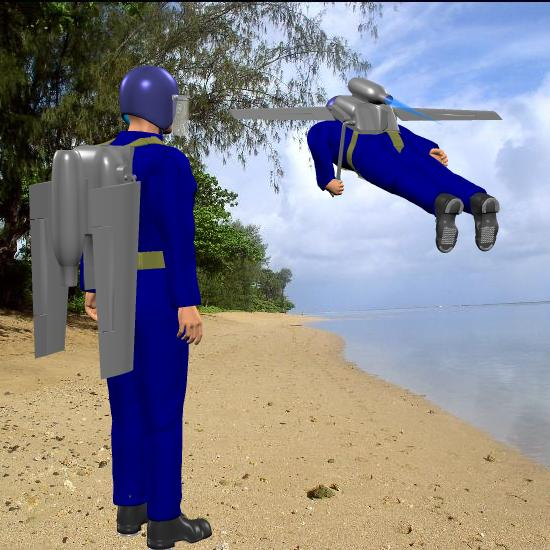

ジェットパック（Jet pack）とは、鞄のように背負ったジェットの噴射によって推進する飛行器具である。

## 概要
フィクションの作品では古くから登場していたが、実用化されたのは20世紀末で、1984年のロサンゼルスオリンピックや1985年の国際科学技術博覧会で実演された。
当初は宇宙での船外活動のために開発が進められた。動力として過酸化水素を触媒で分解した時に生成される水蒸気を噴射して飛行する、一種のヴァルター機関である。しかし、過酸化水素の分解では数十秒間しか飛行できず、高度な姿勢制御が必要とされた。
近年は飛行時間の長い小型のターボファンエンジンを搭載し揚力を得る翼を備えた機種が開発され、イブ・ロッシーが各地でデモ飛行を行っている。
2015年11月3日、ジェットパック・アビエーション（オーストラリアの実業家デビッド・メイマンと、1984年のオリンピックで使用されたロケットベルトに取り組んだエンジニアの1人であるネルソン・タイラーが関わっている）は、ジェットパックを使って自由の女神像の前で飛行を行った。彼らの取り組みはグレゴリー・リード監督によりBBCのドキュメンタリー「Own the Sky: Jet Pack Dreamers」として2019年に制作され、日本では『BS世界のドキュメンタリー』において「夢見るロケットマン」として2020年にテレビ放送された。
2019年、フランスのパリ祭軍事パレードにおいて、ジェットスキー世界王者で発明家のフランキー・サパタのアイディアで生まれたホバーボードタイプのFlyboard Airが先陣を飾った。
イギリスではリチャード・ブラウニング率いるグラビティ・インダストリーズが開発を行っている。イギリス海兵隊は海上で小型ボートから哨戒艦に海兵隊員が乗り移る際に、多大な手間とコストが掛かるヘリコプターの代替として利用する実験を行っている。
日本では、重要施設の周辺地域の上空における小型無人機等の飛行の禁止に関する法律（ドローン規制法）により、国の重要施設等と周辺の上空は飛行を禁止される場合がある。
今のところは特殊な飛行器具という扱いに留まっており、またエンターテインメントにおける利用が目立つのみで、民間・軍事共に広範な利用には至っていない。